# Derechos civiles de los pueblos nativos estadounidenses

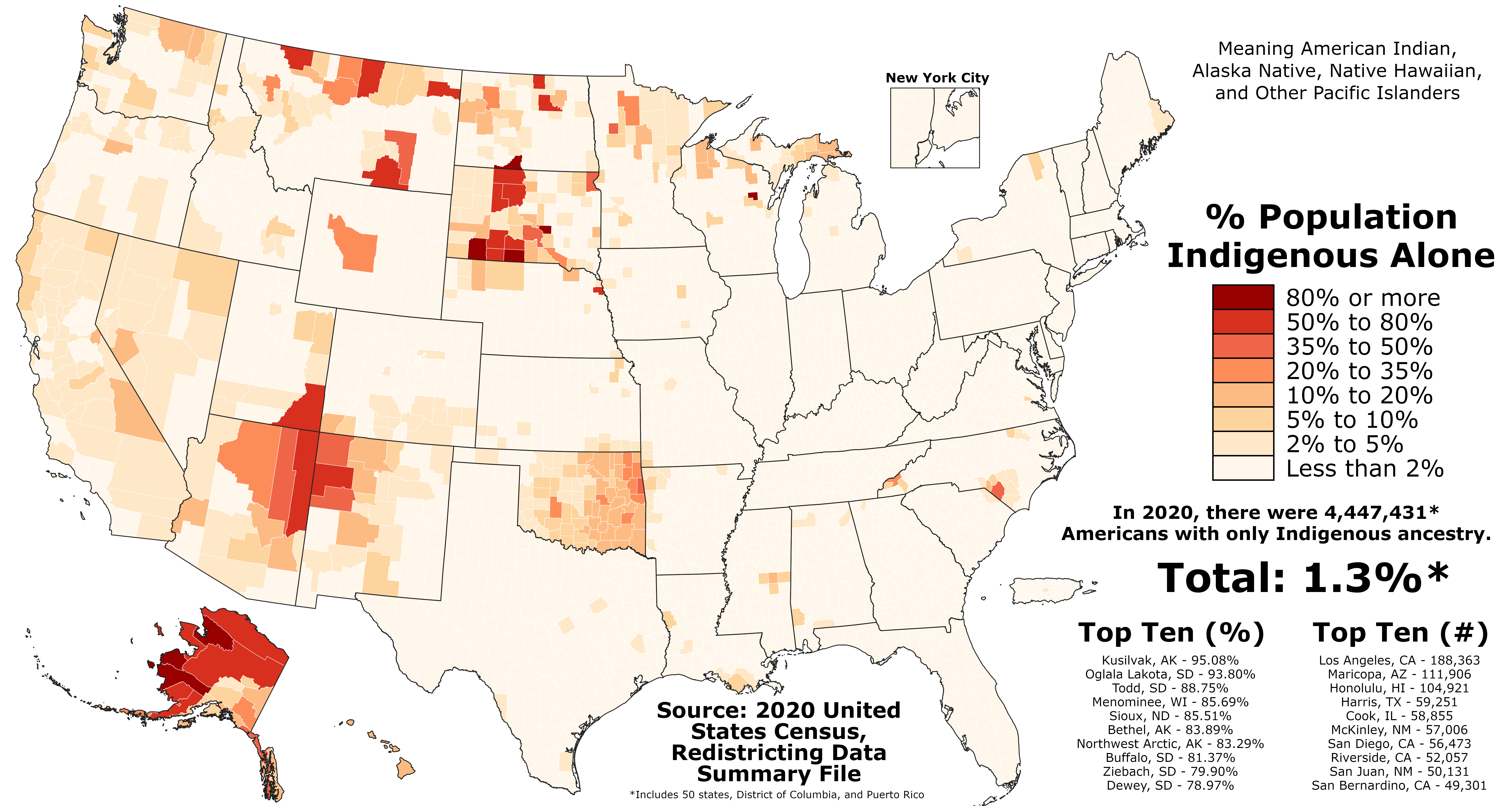
Proporción de indígenas estadounidenses en cada condado de los cincuenta estados, el Distrito de Columbia y Puerto Rico según el censo de Estados Unidos de 2020

Los derechos civiles de los pueblos nativos estadounidenses son los derechos civiles de los pueblos nativos en los Estados Unidos. Los pueblos nativos estadounidenses son ciudadanos de sus respectivas naciones nativas, así como de los Estados Unidos, y esas naciones están caracterizadas bajo la ley estadounidense como «naciones dependientes interiores», una relación especial que crea una tensión entre los derechos retenidos a través de la soberanía tribal y los derechos que los individuos nativos tienen como ciudadanos estadounidenses. Este estatus crea tensión hoy en día, pero era mucho más extremo antes de que a los nativos se les concediera uniformemente la ciudadanía estadounidense en 1924. Variadas leyes y políticas del gobierno de los Estados Unidos, algunas que se remontan al período colonial prerrevolucionario, negaron derechos humanos básicos, particularmente en las áreas de expresión cultural y viaje, a los pueblos indígenas. 
Aunque las muchas tribus y pueblos indígenas de los Estados Unidos tienen prioridades diferentes en cuanto a derechos civiles, hay algunos derechos que casi todos los nativos estadounidenses están buscando activamente. Estos incluyen la protección del derecho al voto y la resistencia a la asimilación cultural de los nativos estadounidenses. Muchas tribus que viven en reservas indígenas están enfrentando actualmente la destrucción de los entornos y fuentes de agua circundantes, economías deprimidas, violencia sexual contra las mujeres y abuso de sustancias. 

## Historia

### Antes del contacto con los europeos
Antes de la colonización, muchos pueblos nativos vivían en América del Norte y del Sur. Las culturas, orígenes, religiones y lenguas de los pueblos nativos estadounidenses son enormemente diversas. La historia de estas tribus que sobrevivieron a la colonización europea se ha transmitido principalmente a través de tradiciones orales.
Las prácticas religiosas entre los nativos, antes del colonialismo, varían desde oraciones individuales, rituales y ofrendas hasta grandes ceremonias intertribales. La religión antes del contacto a menudo estaba estrechamente ligada a la tierra y al medio ambiente. Estas preocupaciones incluyen la fuerza universal omnipresente e invisible, y «las tres 'crisis de vida' de nacimiento, pubertad y muerte», seres espirituales, revelaciones, intercesores humanos en el mundo espiritual y ceremonias que renuevan las comunidades.

### 1585-1786: Primeros encuentros
En 1585, una tribu indígena en la costa este de América del Norte hizo contacto con el explorador inglés Richard Grenville, quien estableció un asentamiento llamado Colonia de Roanoke. Los nativos demostraron ser hospitalarios y receptivos hacia Grenville; sin embargo, cuando una pequeña copa de plata fue robada, Grenville y sus hombres saquearon y quemaron un pueblo entero en venganza. Para 1586, el asentamiento inglés había sido abandonado. Grenville regresó a Inglaterra con un cautivo nativo llamado Raleigh.

En 1607, décadas después de la interacción entre la tribu y Grenville, el capitán John Smith estableció la colonia de Jamestown en medio de la confederación Powhatan, en lo que hoy es Virginia. Powhatan, el líder de su tribu, se abstuvo de atacar a los colonos mientras establecían su asentamiento. A pesar de esto, los conflictos estallaron rápidamente entre los colonos y los powhatan.El jefe Powhatan escribió en una carta a John Smith:
He visto morir a dos generaciones de mi gente... Conozco la diferencia entre la paz y la guerra mejor que cualquier hombre en mi país... ¿Por qué tomar por la fuerza lo que pueden obtener tranquilamente con amor? ¿Por qué destruirnos a nosotros, que les suministramos comida? ¿Qué pueden obtener con la guerra? Podemos esconder nuestras provisiones y correr al bosque; entonces morirán de hambre por hacer daño a sus amigos. ¿Por qué están celosos de nosotros? Estamos desarmados y dispuestos a darles lo que pidan, si vienen de manera amistosa, y no somos tan simples como para no saber que es mucho mejor comer buena carne, dormir cómodamente, vivir tranquilamente con mis esposas e hijos, reír y ser felices con los ingleses, y comerciar por su cobre y hachas, que huir de ellos y acostarse fríos en el bosque, alimentarse de bellotas, raíces y otras cosas de poca calidad, y ser tan perseguidos que no puedo ni comer ni dormir... Quiten sus armas y espadas, la causa de todos nuestros celos, o todos pueden morir de la misma manera.
En el invierno de 1609 a 1610, los residentes de Jamestown tenían poca comida o refugio efectivo mientras experimentaban el «Tiempo de Hambre». En diciembre de 1609, John Ratcliffe, quien sucedió a Smith como presidente de la colonia, y alrededor de 50 colonos fueron a reunirse con un grupo de indios powhatan para negociar alimentos. Sin embargo, fueron emboscados y solo 16 sobrevivieron. Ratcliffe fue capturado y luego torturado hasta la muerte. Esto marcó el comienzo de la Primera Guerra Anglo-Powhatan. La tribu powhatan integró y cuidó a algunos de los colonos que desertaron de Jamestown para vivir con ellos, ya que estaban mucho mejor preparados para el duro invierno.
En el verano de 1610, cuando el gobernador de la Colonia de Virginia, Lord De la Warr, solicitó que Powhatan devolviera a los fugitivos, el jefe Powhatan no mostró ninguna intención de devolverlos. En respuesta, los colonos saquearon y arrasaron la capital de los paspahegh, una tribu tributaria de los powhatan, matando al menos a 15 nativos y secuestrando a la esposa del jefe de la aldea y a sus hijos. La guerra duró hasta 1614; sin embargo, el conflicto se reanudó en 1622, cuando los powhatan masacraron Jamestown en marzo de 1622, matando a alrededor de un tercio de los habitantes, 347 colonos. Esto causó la Segunda Guerra Anglo-Powhatan, que duraría hasta 1632.

#### Cristianización y asimilación
Muchos misioneros europeos creían que era su deber sagrado y llamado de Dios convertir a los pueblos nativos estadounidenses al cristianismo. Los españoles practicaron la cristianización en el Nuevo Mundo utilizando la bula papal de Alejandro VI, Inter caetera. Esto permitía a los gobernantes «traer bajo su dominio [países e islas] 'descubiertos' por Colón, junto con 'sus residentes y habitantes, y llevarlos a la fe católica'».
Los misioneros desarrollaron «pueblos de oración» para crear «comunidades cristianas ordenadas llenas de conversos modelo que vivían y trabajaban bajo la atenta mirada de un sacerdote o pastor». Dentro de estas comunidades, los conversos a la fe cristiana serían colocados en un área separada del resto de la tribu para evitar la regresión a sus creencias nativas. Misioneros como John Eliot, un puritano, e Isaac McCoy, un bautista, lideraron el camino en la difusión de sus creencias dentro de estos tipos de pueblos y entre los nativos. Estos pueblos allanaron el camino para la futura separación de los nativos del resto de la sociedad en las reservas indígenas.

### 1787-1899: Creación de la Constitución
La Ley de Apropiaciones Indígenas de 1851 asignó fondos para trasladar a las tribus del Oeste a reservas indígenas donde serían protegidas y confinadas por el gobierno de los Estados Unidos. Según el gobierno federal de esa época, las reservas debían ser creadas para proteger a los indígenas del creciente número de estadounidenses blancos que se trasladaban al Oeste.

### 1900-1945

#### Crítica al colonialismo
Los pueblos nativos han estado activos en la educación de no nativos sobre las culturas, historias y experiencias de sus tribus desde el comienzo de la colonización. El jefe Plenty Coups de la Nación Crow en Montana y Alfred Kiyana del Asentamiento Mesquakie en Iowa hablaron con historiadores, antropólogos y periodistas a través de traductores para criticar la idea del "progreso estadounidense" y expresar orgullo y fe en las identidades de sus propias culturas.
Charles Eastman, un siux mdewakanton y wahpeton y médico, publicó libros y artículos en inglés para el público estadounidense con el fin de mostrar que no es salvaje que los pueblos nativos celebren lo que Mourning Dove llamó la «antigua manera». En 1902, Gertrude Bonnin dijo al Atlantic Monthly que las tradiciones de su tribu, los yankton dakota siux, no solo eran iguales a las de los estadounidenses europeos, sino que sus valores eran superiores.

#### Participación en la política de los Estados Unidos
En 1903, Charles Eastman, un dakota santee y representante nativo, fue solicitado por Theodore Roosevelt para ayudar a los siux a elegir nombres en inglés con el fin de proteger sus tierras de ser tomadas. Las tierras registradas con los nombres de nacimiento y naturales de los nativos a menudo se perdían debido a la confusión que los empleados del gobierno de los Estados Unidos tenían al llenar la documentación.
El gobierno de los Estados Unidos tiene una larga historia de hacer acuerdos con los nativos americanos y no cumplirlos. Thomas Bishop, un hombre snohomish, registró los recuerdos de sus mayores sobre las promesas de los Estados Unidos y los comparó con los textos reales de los tratados. Publicó un artículo basado en estas discrepancias en 1915 titulado «Una apelación al gobierno para cumplir las promesas sagradas hechas hace 61 años». Posteriormente, él y otros ciudadanos de las tribus del noroeste del Pacífico organizaron todas las reservas de la agencia Tulalip y varias comunidades fuera de la reserva en la Federación Noroeste de Indios Estadounidenses con el objetivo de redimir las promesas hechas en los tratados.

### Posguerra: 1946-1959
Muchos nativos estadounidenses ayudaron a los Estados Unidos en la Segunda Guerra Mundial. Los veteranos regresaron después de servir, solo para descubrir que el gobierno estadounidense y el pueblo estadounidense no reconocerían sus contribuciones al esfuerzo bélico. Esto alentó a los nativos a comenzar a moverse hacia un activismo más centrado en la soberanía tribal y la autodeterminación.
Grupos de defensa, como el Congreso Nacional de Indígenas Estadounidenses (NCAI, por sus siglas en inglés), fundado en 1944, comenzaron a representar los intereses tribales ante el público y el Congreso. Los miembros fundadores del NCAI provenían de una amplia variedad de profesiones, incluidos veteranos, antropólogos, abogados, funcionarios estatales y federales electos, y un jugador profesional de béisbol, George Eastman. La mitad de ellos había servido previamente en consejos tribales autorizados por la Asociación de Derechos Indígenas. Al menos cuatro de ellos también eran miembros de la Sociedad de Indios Estadounidenses.

### Era del movimiento por los derechos civiles: 1960-1968
En 1961, se formó el Consejo Nacional de Jóvenes Indígenas en busca de «una América (Estados Unidos) India más grande». Los miembros de la organización eran jóvenes y surgieron de un programa de verano que reunió a estudiantes de todo Estados Unidos en Boulder, Colorado, y fueron presentados al Consejo Regional de Jóvenes Indígenas del Suroeste para que pudieran aprender sobre la situación de los nativos. Los miembros de la organización, personas como Clyde Warrior, Melvin Thom, Vine Deloria Jr. y Hank Adams, rechazaban las creencias de que los nativos no podían ayudarse a sí mismos o que necesitaban adoptar la sociedad estadounidense como propia. Fueron vistos como una alteración de las normas en la comunidad nativa, ya que eran mucho más jóvenes que otros líderes reconocidos de los movimientos por los derechos civiles de los nativos. Enfatizaron la acción de protesta directa y buscaron el reconocimiento federal de varias naciones nativas que en ese entonces no eran reconocidas. También organizaron la primera conferencia en la que miembros de comunidades nativas no reconocidas, jefes tribales y presidentes estadounidenses compartieron un escenario público.

### Ley de Derechos Civiles de los Indígenas de 1968
Con la ley de Derechos Civiles de los Indígenas (ICRA, por sus siglas en inglés) en ese momento, también llamada la Carta de Derechos de los Indígenas, se garantizaban muchos de los derechos civiles por los que los pueblos indígenas habían estado luchando. La ICRA apoya lo siguiente:
- Derecho a la libertad de expresión, prensa y reunión
- Protección contra la invasión irracional de hogares
- Derecho del acusado en un caso penal a un juicio rápido, a ser informado de los cargos y a confrontar a cualquier testigo adverso
- Derecho a contratar un abogado en un caso penal
- Protección contra la autoincriminación
- Protección contra castigos crueles e inusuales, fianzas excesivas, encarcelamiento de más de un año y/o una multa de más de $5,000 por cualquier delito
- Protección contra la doble incriminación o leyes ex post facto
- Derecho a un juicio con jurado para delitos castigables con prisión
- Igual protección de la ley y debido proceso

Otros derechos civiles, como la soberanía, la caza y la pesca, y el derecho al voto, siguen siendo temas que enfrentan los pueblos nativos hoy en día.

### Movimientos contemporáneos (1969-presente)
Ha habido un diálogo creciente en torno a la controversia sobre el uso de símbolos de los pueblos nativos estadounidenses, como los utilizados para mascotas de escuelas o equipos. Las preocupaciones son que el uso de estos símbolos distorsiona la historia y cultura de los nativos estadounidenses y a menudo los estereotipa de maneras ofensivas. En 2020, los Washington Redskins retiraron su nombre y logotipo (que representaba el perfil lateral de un hombre nativo estadounidense), tras la indignación pública de que la marca del equipo era ofensiva para los nativos estadounidenses. En un comunicado, la Nación Navajo dijo que la decisión marcaba «un día histórico para todos los pueblos indígenas de todo el mundo, ya que el equipo de la NFL con sede en Washington anunció oficialmente el retiro del nombre y logotipo racista y denigrante 'Redskins'».
Ha habido una controversia significativa, incluyendo varias protestas, en torno a los oleoductos que pasan cerca de territorio tribal, particularmente el oleoducto Dakota Access y el oleoducto Keystone XL. Muchas tribus y personas nativas estadounidenses creen que los oleoductos amenazan su suministro de agua, podrían dañar sitios culturales y religiosos, y violan tratados que garantizan el «uso y ocupación sin perturbaciones» de las tierras tribales.
Después de años de falta de educación para los nativos estadounidenses, se creó la Asociación Nacional de Educación India (NIEA, por sus siglas en inglés) en 1969 para proporcionar educación igualitaria a los nativos.